# Relations entre l'Azerbaïdjan et l'OCI

Symbole de l'OCI

En décembre 1991, l’Azerbaïdjan nouvellement indépendant a adhéré à l’Organisation de la coopération islamique (OCI) et a commencé à nouer des relations avec cette dernière. En conséquence, l'ambassadeur d'Azerbaïdjan en Arabie saoudite, Elman Araslı (az) s'est vu confier le mandat de représentant permanent de l'Azerbaïdjan auprès du Secrétariat général de l'OCI en mai 1994. 

## Coopération
L'ancien président azerbaïdjanais Heydar Aliyev a rencontré le Secrétaire général de l'OCI, Hamid Algabid, à Bakou en 1994. En outre, Heydar Aliyev a assisté au 7ème Sommet des chefs d'État et de gouvernement des pays membres de l'OCI à Casablanca au Maroc et a prononcé un discours cette année-là.
L'Azerbaïdjan était représenté par son ministre des Affaires étrangères Vilayat Guliyev (en) à deux sommets de l'Organisation de la coopération islamique, tenus les 12 et 13 novembre 2000 à Doha au Qatar et les 16 et 17 novembre 2003 à Putrajaya en Malaisie. La position de l'Azerbaïdjan a été défendue et des documents ont été adoptés, exigeant le retrait des troupes arméniennes des territoires azerbaïdjanais occupés, le respect de l'intégrité territoriale du pays, ainsi que le respect de quatre résolutions de l'ONU lors de ces sommets.
La réunion constitutive du forum de la jeunesse de l'Organisation de la conférence islamique s'est tenue en 2004 en Azerbaïdjan. 
En 2005, le président azerbaïdjanais Ilham Aliyev a participé au 3ème Sommet extraordinaire de l'OCI à La Mecque. En 2015, Aliyev a rencontré le secrétaire général de l'Organisation de la coopération islamique (OCI), Iyad bin Amin Madani. 
Bakou a accueilli la 33ème Conférence des ministres des Affaires étrangères de l'OCI les 19 et 21 juin 2006. La première dame Mehriban Aliyeva, présidente de la Fondation Heydar Aliyev, a lancé le Forum international sur "L'élargissement du rôle des femmes dans le dialogue interculturel" à Bakou les 10 et 11 juin 2008. 
La délégation conduite par Elmar Mamedyarov, ministre des Affaires étrangères de l'Azerbaïdjan entre 2004 et 2020, participait régulièrement aux conférences des ministres des Affaires étrangères de l'OCI. 
Les 22 et 23 novembre 2011, le Forum des jeunes de la Conférence islamique pour le dialogue et la coopération, la Fondation Heydar Aliyev et le gouvernement azerbaïdjanais ont organisé la Convention de fondation du réseau de jeunes entrepreneurs des pays de l'OCI à Bakou. ICYEN est une initiative collaborative visant à créer une plateforme pour les jeunes entrepreneurs musulmans.
En 2017, les 4èmes Jeux de la solidarité islamique se sont tenus en Azerbaïdjan. Une cérémonie d'ouverture officielle a été organisée à Bakou le 12 mai 2017.
L'Azerbaïdjan a établi une coopération avec d'autres organes de l'OCI. À cet égard, il convient de noter les activités de Mehriban Aliyeva qui ont contribué au développement des liens entre l'Azerbaïdjan et l'OCI. Le 26 novembre 2006, Abdulaziz Othman al Twaijri (ar), directeur général de l'ISESCO, a fait d'Aliyeva ambassadrice de bonne volonté de l'ISESCO pour les efforts qu'elle a déployés pour rapprocher les civilisations. Ekmeleddin İhsanoğlu l'a nommée Envoyée spéciale de l'OCI pour les affaires humanitaires pour ses activités dans le domaine humanitaire lors de son forum international sur "L'élargissement du rôle de la femme dans le dialogue interculturel" qui s'est tenu à Bakou les 10 et 11 juin 2008. 
Le 3 mai 2017, une délégation conduite par le secrétaire général de l'Organisation de la coopération islamique (OCI), Yousef Al-Othaimeen, a rencontré le président azerbaïdjanais, Ilham Aliyev. La réunion comprenait des discussions sur la solidarité et la coopération entre les pays musulmans, l'adhésion de l'Azerbaïdjan à l'OCI et le potentiel touristique.

## Conflit du Haut-Karabakh
Le conflit du Haut-Karabakh entre l’Arménie et l’Azerbaïdjan est devenu un sujet de discussion depuis l’admission de l’Azerbaïdjan au sein de l’OCI. L'OCI a adopté un certain nombre de résolutions condamnant l'occupation des territoires azerbaïdjanais par l'Arménie :  
- Communiqué final de la 7ème session de la Conférence au sommet islamique Casablanca, Maroc (13-15 décembre 1994)[6].
- Communiqué final de la 8ème session de la conférence au sommet islamique Téhéran, Iran (9-11 décembre 1997)[7]
- Communiqué final de la 9ème session de la Conférence au sommet islamique Doha, Qatar (12-13 novembre 2000)[8]
- Résolution no. 25/9-c sur la destruction et la profanation de reliques et de sanctuaires islamiques historiques et culturels dans les territoires azéris occupés résultant de l'agression de la République d'Arménie contre la République d'Azerbaïdjan[9]
- Résolution n ° 21/9-P sur l'agression de la République d'Arménie contre la République d'Azerbaïdjan[10]

Des documents et des résolutions sur le conflit du Haut-Karabakh ont également été approuvés lors des conférences des ministres des Affaires étrangères de l'OCI. Par exemple, la résolution n ° 10/42-POL « sur l'agression de la République d'Arménie contre la République d'Azerbaïdjan », adoptée dans le cadre de la quarante-deuxième session du Conseil des ministres des Affaires étrangères, tenue au Koweït, du 27 au 28 mai 2015. La résolution condamne fermement l'agression arménienne contre l'Azerbaïdjan, considère les actes commis par les forces armées arméniennes contre les civils azerbaïdjanais et d'autres personnes protégées comme des crimes contre l'humanité et appelle le Conseil de sécurité des Nations unies à reconnaître l'existence de l'agression de l'Azerbaïdjan.  
Le secrétaire général de l'OCI commémore régulièrement le massacre de Khodjaly commis par les forces armées arméniennes contre des civils azerbaïdjanais le 26 février 1992.
En 2017, le secrétaire général de l'Organisation de la coopération islamique, Yousef Al-Othaimeen, a appelé au retrait « immédiat » et « inconditionnel » des forces armées arméniennes des territoires azerbaïdjanais occupés en marquant le 25e anniversaire du massacre de 1992 à Khodjaly.